# Polyrhachis glykera
Polyrhachis glykera é uma espécie de formiga do gênero Polyrhachis, pertencente à subfamília Formicinae.